# Formel-3-Masters 2011
Das Formel-3-Masters 2011 war das 21. Formel-3-Masters. Es fand am 14. August 2011 in Zandvoort statt. Das Rennen war darüber hinaus ein Lauf der FIA-Formel-3-Trophäe.

## Berichte

### Hintergrund
Zum Formel-3-Masters 2011 traten 16 Piloten an. Zehn Fahrer kamen aus der Formel-3-Euroserie und sechs aus der britischen Formel-3-Meisterschaft.
Zehn Piloten starteten mit Volkswagen- und sechs mit Mercedes-Benz-Motoren.

### Qualifying
Das erste Qualifying fand auf trockener Strecke statt. Hier war der Schnellste Roberto Merhi vor Daniel Juncadella und Felix Rosenqvist.
Im zweiten Qualifyingabschnitt regnete es und kein Fahrer war in der Lage, seine Zeit zu verbessern. Unter diesen Witterungsbedingungen war Marco Wittmann der Schnellste gefolgt von Roberto Merhi und Kevin Magnussen.

### Rennen
Beim Start kamen die beiden Prema-Powerteam-Piloten gut weg. Roberto Merhi fuhr direkt nach rechts um einen Angriff seines Teamkollegen abzuwehren. Dabei kollidierten sie miteinander und die Autos verhakten sich und fuhren sehr langsam. Die Fahrer direkt dahinter waren noch in der Lage auszuweichen, im hinteren Feld gab es jedoch weitere Berührungen. Juncadella musste sein Fahrzeug direkt abstellen, Merhi fuhr das Rennen weiter. Pipo Derani und Carlos Muñoz beendeten ihr Rennen ebenfalls in der ersten Runde.
Nutznießer des Startunfalls war vor allem Felix Rosenqvist, der die Führung des Rennens übernahm. Hinter ihm fuhren Marco Wittmann und Kevin Magnussen.
Merhi, der nun das Rennen von ganz hinten in Angriff nahm, überholte im Rennen mehrere Fahrzeuge und wurde am Ende als neunter abgewinkt. Im Anschluss an das Rennen wurde er jedoch wegen der Startkollision disqualifiziert.
Rosenqvist baute über das ganze Rennen hinweg seinen Vorsprung zu Wittmann aus und gewann das Rennen. Wittmann, der ebenfalls einen großen Vorsprung auf seine Verfolger hatte, wurde zweiter. Kevin Magnussen hingegen musste sich das gesamte Rennen gegen Nigel Melker wehren, schaffte es jedoch seine Position bis ins Ziel zu halten.

## Starterfeld
| Team              | Auto # | Fahrer               | Chassis | Motor         | reguläre Meisterschaft           |
| ----------------- | ------ | -------------------- | ------- | ------------- | -------------------------------- |
| Signature         | 1      | Marco Wittmann       | Dallara | Volkswagen    | Formel-3-Euroserie               |
| Signature         | 2      | Laurens Vanthoor     | Dallara | Volkswagen    | Formel-3-Euroserie               |
| Signature         | 3      | Daniel Abt           | Dallara | Volkswagen    | Formel-3-Euroserie               |
| Signature         | 4      | Carlos Muñoz         | Dallara | Volkswagen    | Formel-3-Euroserie               |
| Carlin Motorsport | 6      | Carlos Huertas       | Dallara | Volkswagen    | Britische Formel-3-Meisterschaft |
| Carlin Motorsport | 7      | Jazeman Jaafar       | Dallara | Volkswagen    | Britische Formel-3-Meisterschaft |
| Carlin Motorsport | 8      | Kevin Magnussen      | Dallara | Volkswagen    | Britische Formel-3-Meisterschaft |
| Carlin Motorsport | 9      | Rupert Svendsen-Cook | Dallara | Volkswagen    | Britische Formel-3-Meisterschaft |
| Prema Powerteam   | 11     | Roberto Merhi        | Dallara | Mercedes-Benz | Formel-3-Euroserie               |
| Prema Powerteam   | 12     | Daniel Juncadella    | Dallara | Mercedes-Benz | Formel-3-Euroserie               |
| Prema Powerteam   | 14     | Pipo Derani          | Dallara | Mercedes-Benz | Britische Formel-3-Meisterschaft |
| Mücke Motorsport  | 15     | Nigel Melker         | Dallara | Mercedes-Benz | Formel-3-Euroserie               |
| Mücke Motorsport  | 16     | Felix Rosenqvist     | Dallara | Mercedes-Benz | Formel-3-Euroserie               |
| Mücke Motorsport  | 17     | Lucas Foresti        | Dallara | Mercedes-Benz | Britische Formel-3-Meisterschaft |
| Motopark Academy  | 18     | Jimmy Eriksson       | Dallara | Volkswagen    | Formel-3-Euroserie               |
| Motopark Academy  | 19     | Kimiya Satō          | Dallara | Volkswagen    | Formel-3-Euroserie               |

## Klassifikationen

### Qualifying
| Pos. | Nr. | Fahrer               | Team             | Q1       | Q2       |
| ---- | --- | -------------------- | ---------------- | -------- | -------- |
| 01   | 11  | Roberto Merhi        | Prema Powerteam  | 1:30.750 | 1:48.138 |
| 02   | 12  | Daniel Juncadella    | Prema Powerteam  | 1:30.758 | 1:49.141 |
| 03   | 16  | Felix Rosenqvist     | Mücke Motorsport | 1:31.055 | 1:49.291 |
| 04   | 01  | Marco Wittmann       | Signature Team   | 1:31.226 | 1:47.803 |
| 05   | 08  | Kevin Magnussen      | Carlin           | 1:31.295 | 1:48.648 |
| 06   | 15  | Nigel Melker         | Mücke Motorsport | 1:31.411 | 1:49.909 |
| 07   | 02  | Laurens Vanthoor     | Signature Team   | 1:31.530 | 1:49.972 |
| 08   | 09  | Rupert Svendsen-Cook | Carlin           | 1:31.599 | 1:51.636 |
| 09   | 03  | Daniel Abt           | Signature Team   | 1:31.914 | 1:48.723 |
| 10   | 17  | Lucas Foresti        | Mücke Motorsport | 1:31.933 | 1:48.995 |
| 11   | 14  | Pipo Derani          | Prema Powerteam  | 1:32.096 | 1:51.583 |
| 12   | 07  | Jazeman Jaafar       | Carlin           | 1:32.123 | 1:52.220 |
| 13   | 04  | Carlos Muñoz         | Signature Team   | 1:32.315 | 1:49.493 |
| 14   | 18  | Jimmy Eriksson       | Motopark Academy | 1:32.526 | 1:51.590 |
| 15   | 06  | Carlos Huertas       | Carlin           | 1:32.529 | 1:53.408 |
| 16   | 19  | Kimiya Satō          | Motopark Academy | 1:32.694 | 1:51.742 |

### Rennen
| Pos. | Nr. | Fahrer               | Team             | Runden | Zeit            | Start |
| ---- | --- | -------------------- | ---------------- | ------ | --------------- | ----- |
| 01   | 16  | Felix Rosenqvist     | Mücke Motorsport | 25     | 0:42:19.994     | 03    |
| 02   | 01  | Marco Wittmann       | Signature Team   | 25     | +5.182          | 04    |
| 03   | 10  | Kevin Magnussen      | Carlin           | 25     | +23.934         | 05    |
| 04   | 15  | Nigel Melker         | Mücke Motorsport | 25     | +24.507         | 06    |
| 05   | 09  | Rupert Svendsen-Cook | Carlin           | 25     | +26.170         | 08    |
| 06   | 03  | Daniel Abt           | Signature Team   | 25     | +27.232         | 09    |
| 07   | 02  | Laurens Vanthoor     | Signature Team   | 25     | +27.826         | 07    |
| 08   | 17  | Lucas Foresti        | Mücke Motorsport | 25     | +28.944         | 10    |
| 09   | 18  | Jimmy Eriksson       | Motopark Academy | 25     | +30.337         | 14    |
| 10   | 07  | Jazeman Jaafar       | Carlin           | 25     | +40.802         | 12    |
| 11   | 06  | Carlos Huertas       | Carlin           | 25     | +41.923         | 15    |
| 12   | 19  | Kimiya Satō          | Motopark Academy | 25     | +48.439         | 16    |
| DSQ  | 11  | Roberto Merhi        | Prema Powerteam  | 25     | Disqualifiziert | 01    |
| DNF  | 12  | Daniel Juncadella    | Prema Powerteam  | 0      | DNF             | 02    |
| DNF  | 14  | Pipo Derani          | Prema Powerteam  | 0      | DNF             | 11    |
| DNF  | 04  | Carlos Muñoz         | Signature Team   | 0      | DNF             | 13    |